# Il giorno dei lunghi fucili
Il giorno dei lunghi fucili (The Hunting Party) è un film del 1971 diretto da Don Medford con Oliver Reed, Gene Hackman e Candice Bergen.

## Trama
Il capo di una banda criminale chiamato Frank rapisce una giovane donna per farsi insegnare a leggere e scrivere. Presto il marito di lei, sadico e facoltoso proprietario terriero, si mette sulle loro tracce, con l'aiuto di alcuni amici ma soprattutto armati di fucili potentissimi, capaci di colpire con precisione da lunga distanza.

## Cast
La pellicola annovera tra gli stuntman anche la futura cantante Fiorella Mannoia, scritturata come controfigura della protagonista femminile Candice Bergen, a sua volta reduce da un altro western di grande successo, Soldato blu di Ralph Nelson.

## Accoglienza
"(...) Western violento incastonato nell'ambito del revisionismo allegorico: i personaggi sono simboli sociologici in conflitto" ()